# Живоглоты
Живоглоты (лат. Chiasmodon) — род лучепёрых рыб из отряда Trachiniformes.

## Описание
Хищные рыбы длиной от 3 до 25 см. Обитают в глубоких водах всех океанов. У всех видов рот и желудок могут сильно растягиваться. Окраска черная или коричневая. Чешуи нет. Мускулатура слабо развитая. Рот очень большой, вооруженный многочисленными клиновидными зубами. Наиболее характерная особенность чёрного живоглота (Chiasmodon niger) — способность заглатывать очень крупную добычу, превышающую по размерам саму рыбу. Челюсти, стенки тела и желудок у этого и близких к нему видов способны сильно растягиваться.

## Виды
В состав рода включают 7 видов:
- Chiasmodon asper M. R. S. de Melo, 2009
- Chiasmodon braueri Weber, 1913
- Chiasmodon harteli M. R. S. de Melo, 2009
- Chiasmodon microcephalus Norman, 1929
- Chiasmodon niger J. Y. Johnson, 1864 — Чёрный живоглот
- Chiasmodon pluriradiatus A. E. Parr, 1933
- Chiasmodon subniger Garman, 1899